# Per Holst
|  | For den danske filminstruktør født i 1919, se Per Holst (1919-2008). For andre med navnet, se Per Holst (flertydig). |
Per Holst (født 28. marts 1939 i Brønshøj) er en dansk filmproducent og instruktør.
Holst begyndte i 1957 hos Nordisk Reklamefilm og etablerede allerede i 1965 eget produktionsselskab, ligesom han fra 1991 til 2002 var direktør i Nordisk Film. Selskabet Per Holst Film A/S er i dag en del af Nordisk Film-koncernen.
Hans første film var Jannik Hastrups Kun en drengestreg fra 1967. Siden 1970'erne har han været en af de markante filmproducenter i Danmark og står bl.a. bag de fleste af Nils Malmros' film, men også bag film af nyere instruktører som Lotte Svendsen og Jonas Elmer.
Fra 2000 til 2005 var han bestyrelsesformand for Den Europæiske Filmhøjskole.